# Strumigenys pretoriae
Strumigenys pretoriae är en myrart som beskrevs av Arnold 1949. Strumigenys pretoriae ingår i släktet Strumigenys och familjen myror. Inga underarter finns listade i Catalogue of Life.